# Lega calcistica degli Emirati Arabi Uniti 1975-1976
La UAE Football League 1975–1976 è stata la 3ª edizione della massima competizione nazionale per club degli Emirati Arabi Uniti, la
squadra che diventerà campione è l'Al-Ahli Club che conquista il suo secondo titolo consecutivo. Alla competizione hanno preso parte 9 squadre.

## Classifica
|                                | Pos. | Squadra       | G  | V  | N | P  | GF | GS | Pt |
| ------------------------------ | ---- | ------------- | -- | -- | - | -- | -- | -- | -- |
| Emirati Arabi Uniti (bandiera) | 1    | Al-Ahli Dubai | 16 | 11 | 5 | 0  | 28 | 5  | 27 |
|                                | 2    | Al-Ain        | 16 | 10 | 4 | 2  | 33 | 15 | 24 |
|                                | 3    | Sharjah       | 16 | 10 | 2 | 4  | 32 | 12 | 22 |
|                                | 4    | Al-Shabab     | 16 | 4  | 8 | 4  | 14 | 17 | 16 |
|                                | 5    | Al Emirates   | 16 | 3  | 9 | 4  | 22 | 22 | 15 |
|                                | 6    | Al-Wasl       | 16 | 4  | 5 | 7  | 19 | 28 | 13 |
|                                | 7    | Oman Club     | 16 | 3  | 6 | 7  | 17 | 20 | 12 |
|                                | 8    | Al-Shaab      | 16 | 3  | 5 | 8  | 9  | 30 | 11 |
|                                | 9    | Abu Dhabi SC  | 16 | 1  | 2 | 13 | 10 | 35 | 4  |

Legenda:

      Campione degli Emirati Arabi Uniti 1975-1976

Note:
Due punti a vittoria, uno a pareggio, zero a sconfitta.